# 653
Раннє Середньовіччя. Триває чума Юстиніана. У Східній Римській імперії продовжується правління Константа II. Значну частину колишніх візантійських земель захопили араби. Частина території Італії належить Візантії, на решті лежить Лангобардське королівство. Франкське королівство розділене між синами Дагоберта I. Іберію займає Вестготське королівство. В Англії триває період гептархії. Авари та слов'яни утвердилися на Балканах. Центр Аварського каганату лежить у Паннонії. У Моравії існує перша слов'янська держава Само.
У Китаї триває правління династії Тан. Індія роздроблена. В Японії триває період Ямато. До володінь арабських халіфів належать Аравійський півострів, Сирія, Палестина, Персія, Єгипет, частина Північної Африки. Хазарський каганат підпорядкував собі кочові народи на великій степовій території між Азовським морем та Аралом.
На території лісостепової України в VII столітті виділяють пеньківську й празьку археологічні культури. У VII столітті продовжилося швидке розселення слов'ян. У Північному Причорномор'ї співіснують різні кочові племена, зокрема булгари, хозари, алани, авари, тюрки.

## Події
- Візантійський василевс Констант II заарештував Папу Римького Мартина I та Максима Сповідника через їхню опозицію монофелітству.
- Лангобардське королівство очолив прихильник католицизму Аріперт I.
- Мусульмани уклали договір із вірменами, за яким Вірменії надавалася значна автономія, що призвело до вторгнення візантійських військ, але через кілька місяців вірмени в союзі з арабами повернули свої території.
- Облога Сарагоси Фройєю проти Реккесвінта.
- Засновано павільйон принца Тена в Наньчані.

## Померли
- Павло II Константинопольський